# Антонін Каліба
Антонін Каліба (чеськ. Antonín Kaliba, 19 вересня 1898, Прага — 3 жовтня 1936) — чехословацький футболіст, що грав на позиції воротаря.

## Клубна кар'єра
Виступав у складі клубу «Уніон» (Жижков). В 1919 команда стала третьою в Середньочеській лізі, де грали провідні клуби Чехословаччини, а в 1921 році досягла найвищого успіху в чемпіонатах країни, посівши друге місце. Команда випередила принципового суперника «Вікторію», а також «Славію», пропустивши лише «Спарту». Партнерами Каліби в клубі були Кухарж, Франя, Міла, Краса, Громаднік, Дворжачек, Міка, Цісарж та інші.
В 1925 році перейшов до складу клубу «Спарта» (Прага). Але гравцем основи команди не зумів стати, програвши конкуренцію Франтішеку Гохманну. Зіграв 4 матчі з 22 в чемпіонському сезоні 1925-26.
З 1927 року грав у клубі ЧАФК (Прага), у складі якого з перервою провів три сезони у вищому дивізіоні і двічі вилітав у нищу лігу.

## Виступи за збірну
У 1922 році дебютував у складі національної збірної Чехословаччини. За п'ять років у збірній зіграв 6 матчів.
Також грав у складі збірної Праги. Одним з найвідоміших його матчів за збірну міста був поєдинок проти збірної Парижа в 1922 році. Празька команда, за яку виступали 8 гравців «Спарти» і 3 представники «Уніона», здобула перемогу в столиці Франції з рахунком 2:0.

### Статистика виступів за збірну
| Дата       | Місто      | Господарі      | Результат | Гості          | Турнір           | Голи | Примітки |
| ---------- | ---------- | -------------- | --------- | -------------- | ---------------- | ---- | -------- |
| 26/02/1922 | Мілан      | Італія         | 1 – 1     | Чехословаччина | товариський матч | -1   |          |
| 11/06/1922 | Копенгаген | Данія          | 0 – 3     | Чехословаччина | товариський матч | -    |          |
| 13/08/1922 | Стокгольм  | Швеція         | 0 – 2     | Чехословаччина | товариський матч | -    |          |
| 01/07/1923 | Клуж       | Румунія        | 0 – 6     | Чехословаччина | товариський матч | -    |          |
| 28/10/1923 | Прага      | Чехословаччина | 4 – 4     | Югославія      | товариський матч | -4   |          |
| 06/06/1926 | Будапешт   | Угорщина       | 2 – 1     | Чехословаччина | товариський матч | -2   | 26'      |
| Усього     |            | Матчів         | 6         |                | Голів            | -7   |          |

## Трофеї і досягнення
- Чемпіон Чехословаччини: (1)

«Спарта»: 1925-26
- Срібний призер чемпіонату Середньої Чехії: (1)

«Уніон»: 1921